# Kutyaszív (regény)
A Kutyaszív (oroszul: Собачье сердце) Mihail Afanaszjevics Bulgakov 1925-ben írt, de a Szovjetunióban csak 1987-ben megjelent kisregénye.

## Történet
|  | Alább a cselekmény részletei következnek! |

Gömböc, a kóbor eb hányattatott életének Preobrazsenszkij professzor megjelenése vet véget. A népszerű, kísérletező orvos felvitte a kutyát a lakására, ahol bőségesen ellátta ennivalóval, a sérülését pedig meggyógyította. A szervátültetések mestere hétszobás lakásában végezte a fontosabb vizsgálatokat, műtéteket. Befolyásos és hétköznapi emberek tömege kereste fel, mindannyian megfiatalodni szerettek volna. A ház új lakóbizottsága – Svonder elnökkel az élen – nem nézte jó szemmel a burzsuj lakót, de a tudós eleinte könnyedén leszerelte a támadásokat.
Gömböc istenként tekintett a gazdájára, és egyre jobban érezte magát a professzornál. Egy este azonban utolérte a kutyát a végzete, emberi szerveket ültettek át az agyába, amitől idővel átalakult homo sapiens-szé. Ám ez az új élőlény korábbi testgazdájának – Klim Csugunkin alkoholistának és bűnözőnek – intelligenciáját örökölte, és faragatlan, majd pimasz viselkedésével terrorizálta a körülötte élőket. Hogy fejlődjön, azért olvasnivaló kapott Svondertől, de értelmi képességeit messze meghaladta Engels levelezése Kautskyval. A kutyaember botrányt botrányra halmozott, pénzt és emléktárgyakat lopott, részegeskedett, a földre köpött, cigarettacsikkjeit a szobában a perzsaszőnyegeken taposta el, káromkodásától volt hangos az élettere. A professzor sokáig udvariasan, türelmesen figyelmeztette teremtményét, de egy idő után nála is betelt a pohár.
A torz férfi kutyaéletéből megmaradt a macskák iránti gyűlölete, így miután nevet választott magának (Poligráf Poligráfovics Gömbös), és papírokat szerzett arról, hogy ő szovjet állampolgár, dolgozni kezdett: a Moszkvai Köztisztasági Hivatal kóbor állatok (macskák stb.) befogását végző Tisztogatási Alosztályának vezetője lett. A macskák fojtogatása – miután a meggyilkolt jószágokból kabát lett: mókusbunda munkáshitelre – megfelelő kereseti lehetőséget biztosított Gömbös (Sarikov) elvtárs számára, hogy most már a házasságra is gondoljon. A gazfickó a munkahelyén dolgozó soványka, kifestett szemű gépíró kisasszonyt csábította el, akit szerencsére a professzor felvilágosított arról, hogy ki is valójában az elképzelt férjjelöltje. Vasznyecova elvtársnő pityeregve ment el, pedig visszakapta azt a smaragdköves könnyű kis gyűrűt, amit Gömbös korábban vett el tőle: jegyajándékként.
Pár nappal később Preobrazsenszkij professzor kivételes időpontban fogadta egy régi betegét, egy nagydarab, kövér, egyenruhás embert, aki állhatatosan el akarta érni, hogy találkozzanak. A rendőrtiszt egy feljelentést adott át a doktornak, amit Gömbös, Svonder és a lakóbizottság titkára írt alá. A tudós elleni vádpontok között gyilkossággal való fenyegetés, lőfegyver rejtegetése, ellenforradalmi beszédek, Engels könyvének elégetése, menysevik szervezkedés szerepelt. Miután a tiszt eltávozott, a professzor és Bormental felelősségre vonták a hazatérő Gömböst, aki szemtelenül válaszolgatott. Tizenhat arsin területre igényt tartott a lakásból, nem akarta önként elhagyni a házat. A kutyaember maga ellen hívta ki a sorsot, amikor fityiszt mutatott a tudósnak, és pisztolyt rántott Bormentalra. A fiatal doktor rövid küzdelem után legyűrte a gazfickót, és a szomszédok csodálkozására aznap este a professzor lakása a legtökéletesebb és legszörnyűségesebb csöndbe burkolózott.
A kisregény rövid epilógussal ér véget, mely a fenti események után tíz nappal később történteket meséli el.
|  | Itt a vége a cselekmény részletezésének! |

## Idézetek
„– Hogy sikerült idecsalogatnia egy ilyen ideges kutyát, Filipp Filippovics? – kérdezte egy kellemes férfihang, és a nadrágszár a helyére csúszott. Dohányszag áradt szét, és a szekrényben csörömpölni kezdtek az üvegek.
– Kedvességgel. Az egyedüli módszer, amely megengedhető egy élőlénnyel való bánásmódban. Terrorral semmit sem lehet elérni egy állatnál, bármilyen fokán álljon is az a fejlődésnek. Ezt mindig is mondtam, mondom most is, és fogom is mondani. Ezek hiába gondolják azt, hogy a terror segít rajtuk. Nem, kérem, nem segít, bármilyen terror legyen is az: fehér, vörös vagy akár barna! A terror teljesen megbénítja az idegrendszert.”

– 2. fejezet

„- Hogyha azt akarja, hogy jó legyen az emésztése, volna egy jó tanácsom - ne beszéljen evés közben a bolsevizmusról és az orvostudományról. És isten őrizz, hogy ebéd előtt szovjet újságokat olvasson.”

– 3. fejezet

## Szereplők
- Filipp Filippovics Preobrazsenszkij professzor
- Ivan Arnoldovics Bormental doktor
- Gömböc kutya
- Klim Csugunkin
- Poligráf Poligráfovics Gömbös (Sarikov)
- Zinaida Prokofjevna Bunyina, asszisztens
- Darja Petrovna Ivanova, szakácsnő
- Svonder, a lakóbizottság elnöke
- Fjodor, a portás

## Megjelenése
Bulgakov írását a Szovjetunióban 1960-ban szamizdat formájában terjesztették.
A regény 1968-ban Frankfurtban és Londonban folyóiratokban jelent meg.

### Magyar kiadások
A magyar fordítást Hetényi Zsuzsa készítette. Kiadások:
- Katalizátor iroda, szamizdat, fordító neve nélkül (1986)[4]
- Kutyaszív (Kisregények: Ördögösdi / Végzetes tojások / Kutyaszív); ford.: Hetényi Zsuzsa, B. Fazekas László, Karig Sára; Európa, Bp., 1988 (Európa zsebkönyvek)
- Interpopulart (Budapest, 1996)
- Pesti Szalon (1996, javított kiadás)
- Generalpress (2004, újra javított kiadás)
- Alinea Kiadó (2013) – A Klasszik sorozatban megjelent kötet a címadó kisregény mellett Bulgakov három novelláját is tartalmazza (A beszélő kutya, Az alkoholizmus hasznáról, Bíborsziget), valamennyi Hetényi Zsuzsa fordítása.
- Európa kiadó (2017)
- Helikon zsebkönyvek, Helikon kiadó (2023)

## Filmváltozatok
Bulgakov kisregényének eddig két filmfeldolgozása készült.

### Kutyaszív (1976)
Az első, német-olasz filmváltozatot Alberto Lattuada olasz filmrendező készítette 1976-ban (Coure di Cane).
Alkotók:
- rendező: Alberto Lattuada
- forgatókönyvíró: Mario Gallo, Alberto LAttuada, Viveca Melandero
- zeneszerző: Piero Piccioni
- operatőr: Lamberto Caimi

Szereplők:
- Max von Sydow (Preobrazsenszkij professzor)
- Eleonora Giorgi (Zina)
- Mario Adorf (Dr. Bormenthal)
- Gina Rovere (Darja)
- Cochi Ponzoni (Poligraf Poligrafovics Sharikov)
- Vadim Glowna (Schwonder)
- Rena Niehaus (Zoja)

### Kutyaszív (1988)
1988-ban készült el a kisregény 130 perces szovjet filmváltozata (Szobacsje szerdce).
Alkotók:
- rendező: Vlagyimir Bortko
- forgatókönyvíró: Natalija Bortko
- zeneszerző: Vlagyimir Daskevics
- operatőr: Jurij Sajgardanov
- vágó: Leda Szemjonova

Szereplők:
- Jevgenyij Jevsztignyejev (Preobrazsenszkij professzor)
- Borisz Plotnyikov (Dr. Bormenthal)
- Vlagyimir Tolokonnikov (Poligraf Poligrafovics Sharikov)
- Nyina Ruszlanova (Darija Petrovna)
- Olga Melihova (Zinocska)

## Hangjáték
1988-ban a Magyar Rádió hangjátékot készített Bulgakov kisregényéből Gábor Miklós és Kulka János főszereplésével.

## Színházi előadások
A budapesti Katona József Színház Mihail Bulgakov művét az 1988-1989-es évadban (1989. május 26-tól 1990. április 22-ig) mutatta be Gothár Péter rendezésében. A főbb szerepeket Vajda László, Balkay Géza, Ujlaky Dénes, Csomós Mari, Bertalan Ágnes és Máté Gábor játszották.
2007-ben a Ion Luca Caragiale Román Nemzeti Színház társulata a Bulgakov-feldolgozást Jurij Kordonszkij rendezésében november 3-án és 4-én adta elő a Katona József Színházban.

## Képregény
1997-ben a Füles 23. számától a 31. számig megjelent a mű 18 oldalas képregényváltozata. A szöveget Kiss Ferenc írta a rajzokat Fekete Imre készítette. A képregényt később a Beszélő 2004/12. számában is közölték.